# Julijan (rimski car)
Julijan Apostat (lat. Flavius Claudius Iulianus) (Carigrad, 17. studenog 331. – Ktezifont, Perzija, 26. travnja 363.), rimski car (361. – 363.), filozof i pisac. Bio je poznat kao žestoki protivnik kršćanstva koji je odbijao izvršavati pogubljenja Židova. U povijesti mu ostaje nadimak apostat (otpadnik) koji ga je zavrijedio zbog prvobitnog pridržavanja kršćanske vjere, a potom povratka na pogansku vjeru. Zbog brzine vojska mu je dala nadimak munja.

## Životopis
Bio je nećak cara Konstantina I. Velikog. Kao namjesnik Galije, pobijedio je u kolovozu 357. godine Alemane u bici kod Argentoratuma i oslobodio ovu rimsku provinciju u kojoj je kasnije proveo veliki broj administrativnih promjena. Rimske legije u Galiji su ga proglasile 360. godine imperatorom, a smrt Konstancija II. je potvrdila ovu odluku 361. godine. Prvobitno pokrenuti uspješni rat protiv Perzijanaca 363. godine završava povlačenjem zbog nedostatka hrane koju prouzročuje nedolazak armije od 30 tisuća vojnika rimskog generala Prokopija u njenoj pratnji. Tijekom jednog nevažnog okršaja prilikom povlačenje prema rimskom teritoriju Julijan biva smrtno ranjen. 
Prokopiju koji ga je izdao u želji da postane rimski car, to ipak ne uspijeva pošto vojska bira prvo Jovijana, a potom Valentinijana ne želeći dati krunu izdajniku. Poginuo je 363. godine tijekom bitke protiv Sasanida u Mezopotamiji.

## Vanjske poveznice
- Julijan II. Apostat(a) Hrvatska enciklopedija
- Julian Britannica (engl.)